# TOUR 2007 "Thinking Out Loud" Final at 日本武道館
『TOUR 2007 "Thinking Out Loud" Final at 日本武道館』(ツアー･2007･シンキング･アウト･ラウド･ファイナル･アット･ニッポンブドウカン)は、BONNIE PINKのライブ・ビデオである。2008年4月9日発売。発売元はワーナーミュージック・ジャパン。規格コードはWPBL-90107。

## 概要
2007年10月26日、日本武道館で行なわれた｢BONNIE PINK TOUR 2007 "Thinking Out Loud" Final at 日本武道館｣の模様をアンコールを含め21曲収録。BONNIE PINK自身初の日本武道館公演であった。他に全国TOURのオフショット、BONNIE PINKとツアーメンバーだった奥野真哉による本編副音声解説の特典映像も収録されている。
初回限定盤には｢オリジナル・ギターピック｣が封入されており、オリジナル・デザインのペーパー・スリーブ・ジャケット仕様になっている。

## 収録映像

### LIVE映像
1. Broken hearts, city lights and me just thinking out loud
2. Burning Inside
3. 坂道
4. 日々草
5. Chances Are
6. Just a Girl
7. Lullaby
8. 慰みブルー
9. Rope Dancer
10. 再生
11. Imagination
12. Heaven's Kitchen
13. Water Me
14. Catch the Sun
15. Private Laughter
16. Gimme A Beat
17. Anything For You
18. Bedtime Story
19. A Perfect Sky(Philharmonic Flava)
20. Tonight, the Night
21. Do You Crash?

## 特典映像
- bonus track "Thinking Out Loud" ～ 全国ツアーのoff shot映像
- commentary